# Karpathos (Stadt)
Die Stadt Karpathos (griechisch Κάρπαθος (f. sg.)) ist Hauptort der griechischen Insel Karpathos und Verwaltungssitz der gleichnamigen Gemeinde. Sie hat etwa 3191 Einwohner (2011), der Stadtbezirk erstreckt sich auf einer weiten Fläche entlang der Vrondi-Bucht im südöstlichen Teil der Insel.

## Geschichte

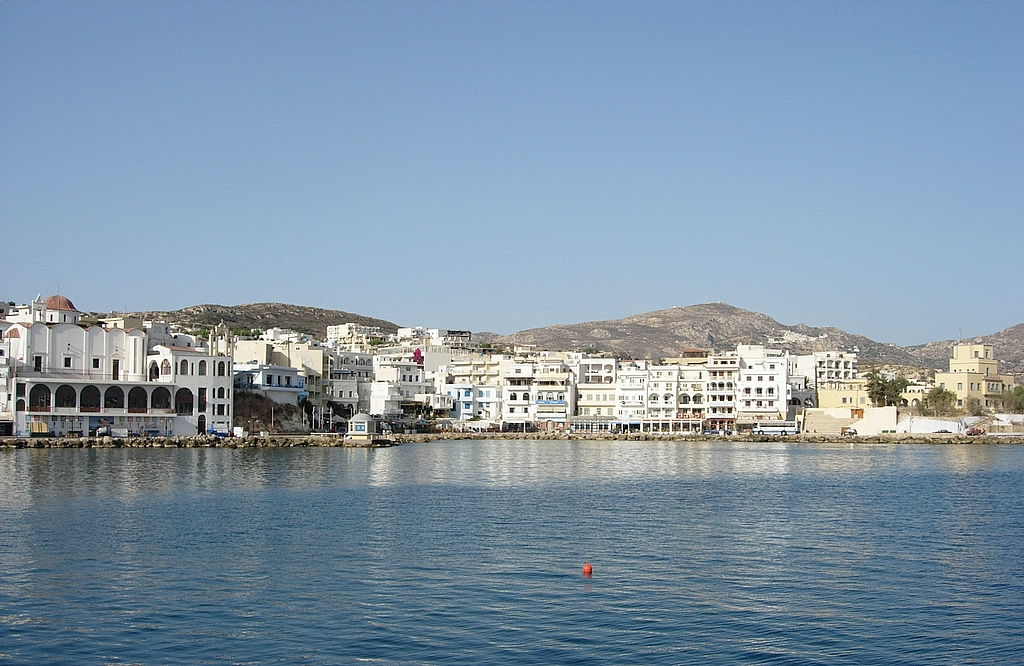
Die Stadt Karpathos

Das heutige Stadtgebiet war bereits während der minoischen Zeit und später durch mykenische Griechen besiedelt. Von dorischen Einwanderern wurde um 1000 v. Chr. die Stadt Poseidion gegründet und zu Ehren des Meeresgottes Poseidon benannt.
Wegen ständiger  Piratenüberfälle, vor allem ausgehend von den Sarazenen, wurde die Stadt im Mittelalter aufgegeben, die Bewohner zogen sich ins Landesinnere zurück und gründeten dort neue Siedlungen.
Einige Jahrhunderte später wurde die Stadt wieder aufgebaut und die Bewohner nannten sie Póssi. Im Jahr 1892 wurde die Stadt vom türkischen Gouverneur der Insel (Karpathos unterstand der Herrschaft des Osmanischen Reichs) zur Hauptstadt ernannt. Da der Name Póssi jedoch zu sehr dem griechischen Wort Pótis (dt. „Säufer“) ähnelte, erhielt die Stadt, in Anlehnung an den großen Wasserreichtum, den neuen Namen „Pigádia“, ausgehend vom Wort „Ta Pigádia“ (dt. „die Brunnen“). Offiziell wird die Stadt heute „Kárpathos“ genannt.

### Verwaltung

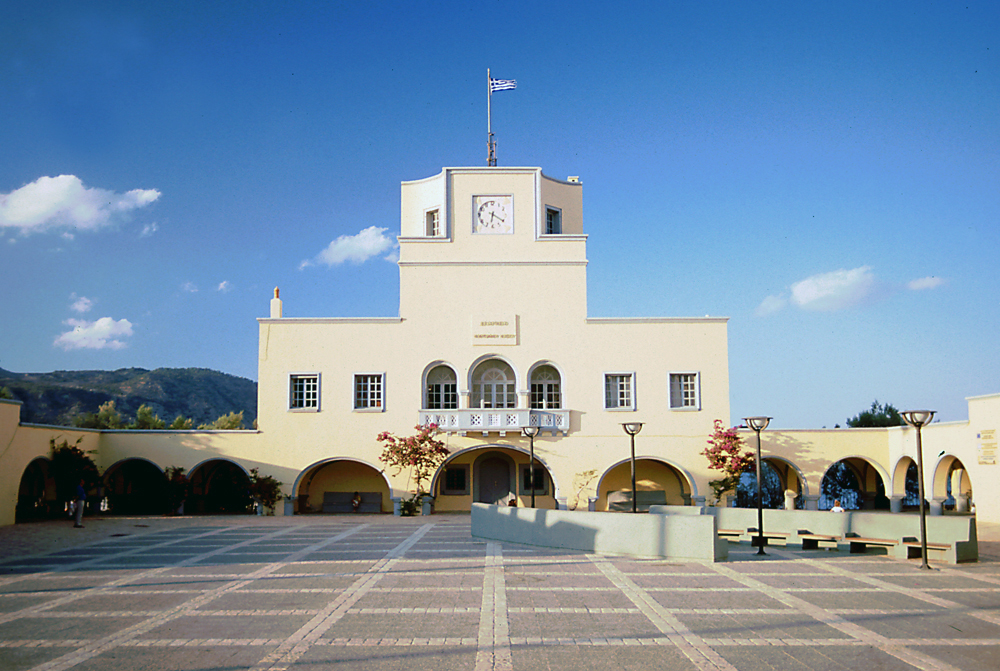
Gebäude der Bezirksverwaltung

Der Ort erhielt unter der Bezeichnung Pigadia kurz nach dem Anschluss des Dodekanes an Griechenland den Status einer Gemeinde (Δήμος Πηγαδίων Dímos Pigadíon). Offiziell wurde die Stadt 1953 in Karpathos umbenannt. Mit der Umsetzung der Gemeindereform 1997 erfolgte die Zusammenlegung mit sieben weiteren Landgemeinden zur damaligen Gemeinde Karpathos, dem heutigen Gemeindebezirk Karpathos. Durch die Verwaltungsreform 2010 wurden die ehemaligen Gemeinden der Insel zur neuen Gemeinde Karpathos (Δήμος Καρπάθου Dímos Karpáthou) zusammengelegt, mit der Stadt Karpathos als Verwaltungssitz.
Einwohnerentwicklung von Karpathos
| Name      | griechisch        | Code     | 1947 | 1951 | 1961 | 1971 | 1981 | 1991 | 2001 | 2011 |
| --------- | ----------------- | -------- | ---- | ---- | ---- | ---- | ---- | ---- | ---- | ---- |
| Karpathos | Κάρπαθος          | 62010101 | 1002 | 1085 | 1281 | 1363 | 1266 | 1692 | 2077 | 2707 |
| Platyolo  | Πλατύολο (n. sg.) | 62010105 |      |      |      |      |      |      |      | 81   |
| Gesamt    | Gesamt            | 62010101 | 1002 | 1085 | 1281 | 1363 | 1266 | 1692 | 2077 | 2788 |

## Wirtschaft und Tourismus
Der Tourismus entwickelte sich auf Karpathos und insbesondere in dessen Hauptstadt seit der Eröffnung des internationalen Flughafens im Jahr 1987 zu einem wichtigen Wirtschaftszweig. Die Stadt Karpathos zählt um die 4500 Fremdenbetten, beherbergt somit etwa die Hälfte aller Karpathos-Touristen.

## Sehenswürdigkeiten
- Auf einer Felsformation direkt an der Küste befand sich einst eine mykenische Burgmauer, später ein dorischer Athena-Tempel. Wer heute zur einstigen Akropolis hinaufsteigt, findet eine tolle Aussicht, jedoch keine Ruinen mehr.

- Auf dem von Weg von der Strandpromenade hinauf zur Akropolis befindet sich der Friedhof mit der Nikolauskirche. Nur wenig oberhalb des Friedhofs steht die Panormítis-Kirche.

- Die Agii Apóstoli ist die einstige Hauptkirche der Stadt. Sie enthält Wandmalereien des aus Olymbos stammenden Künstler Manólis Filippákis.

- Die erst in den 1990er Jahren erbaute Evangelísta-Kirche liegt direkt oberhalb der Hafenpromenade und ist somit auch vom Meer aus von weitem erkennbar.

- Das Gebäude einer ehemaligen italienischen Villa, das in den 1930er Jahren von Rodolfo Petracco[4] gestaltet wurde und dessen Baustil deutlich von anderen Gebäuden abweicht, beherbergt heute Büros und Einrichtungen der lokalen Verwaltung und der Gerichtsbarkeit. In dessen linken Gebäudeflügel befindet sich das Archäologische Museum mit einer Sammlung von in Karpathos gefundenen archäologischen Gegenständen aus verschiedener Epochen. In der Gabelung des Hauptgebäudes und des Ostflügels (dient als Gerichtssaal) steht die Tribüne eines kleinen Freilichttheater.

- Etwa zwei Kilometer vom Stadtzentrum entfernt entlang der Küstenstraße nach Apéri stehen die Ruinen der Basilika Agia Fotini. Die Basilika wurde im 5. oder 6. Jahrhundert zu Ehren der Märtyrerin Fotini auf den Ruinen eines früher erstellten antiken Tempels erbaut.

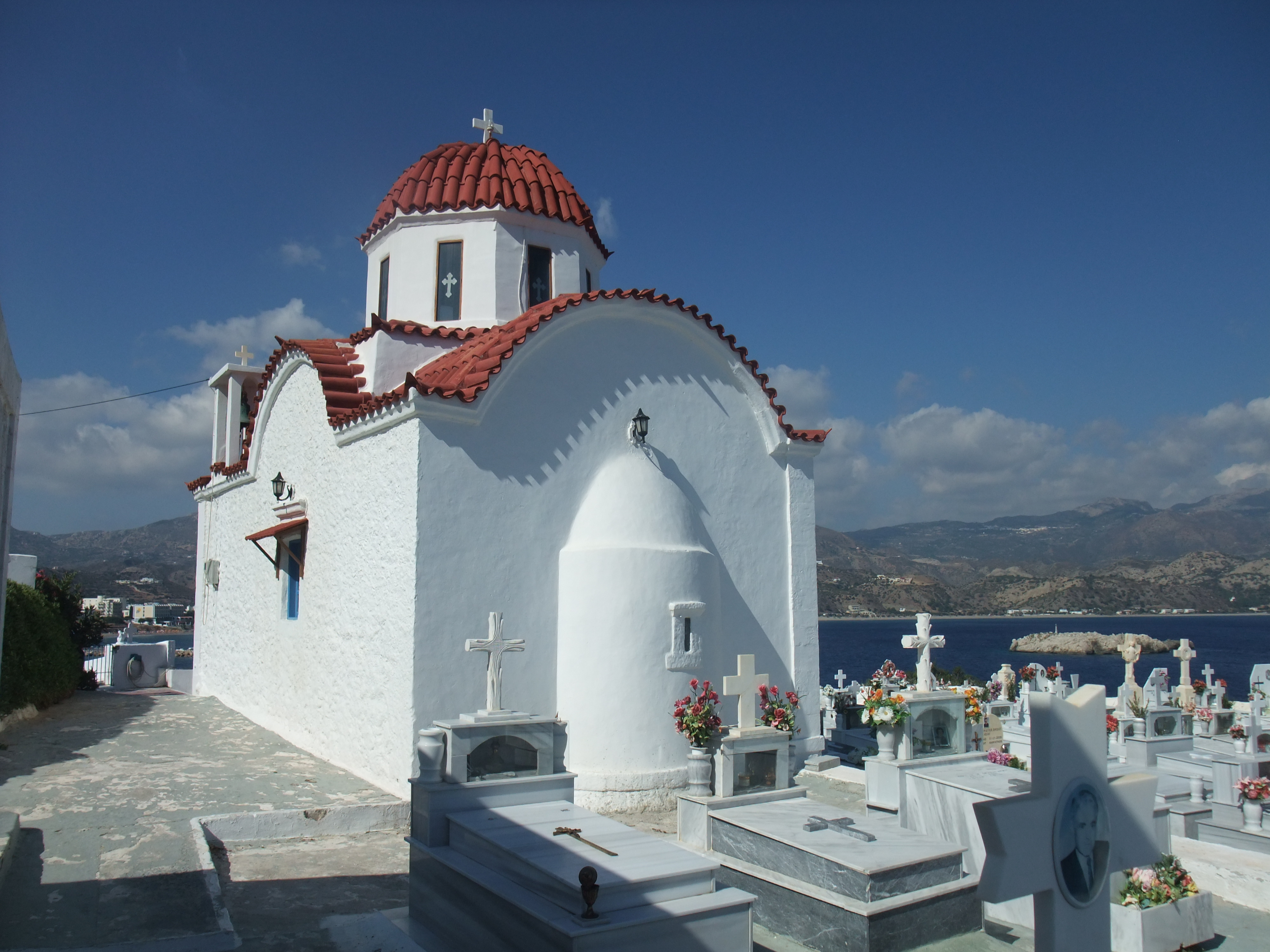
Nikolauskirche mit Friedhof
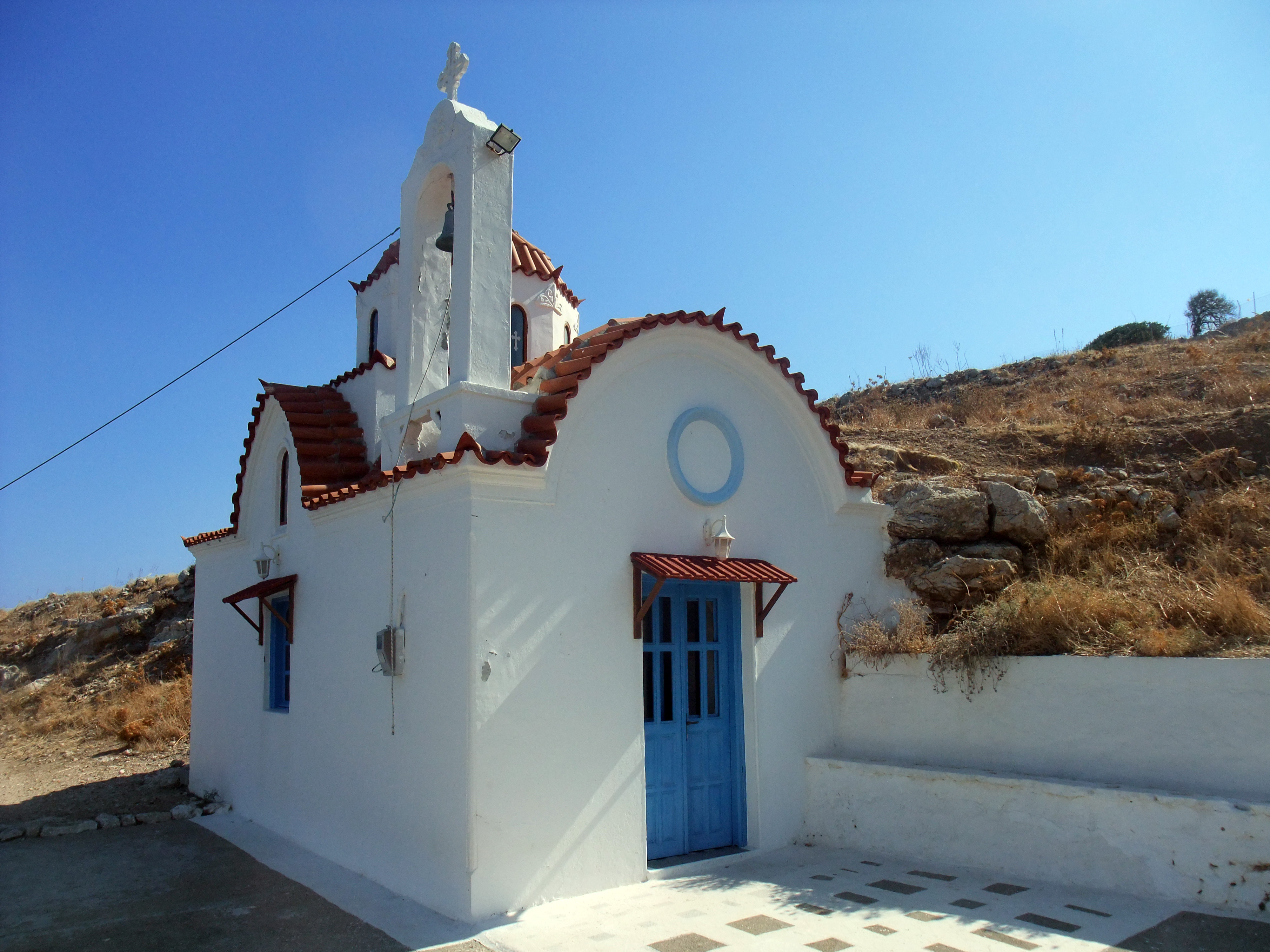
Panormitis-Kirche
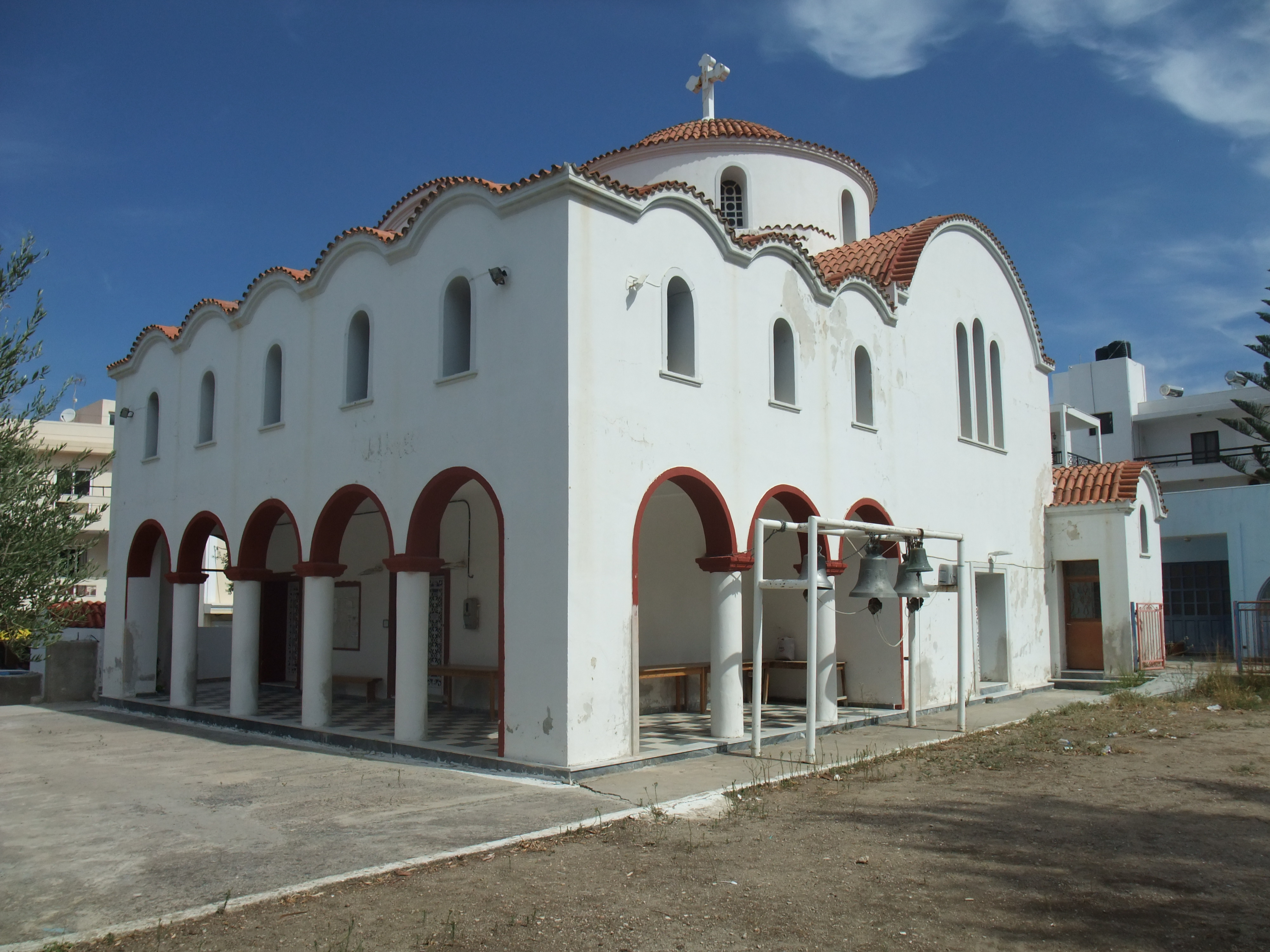
Agii Apóstoli
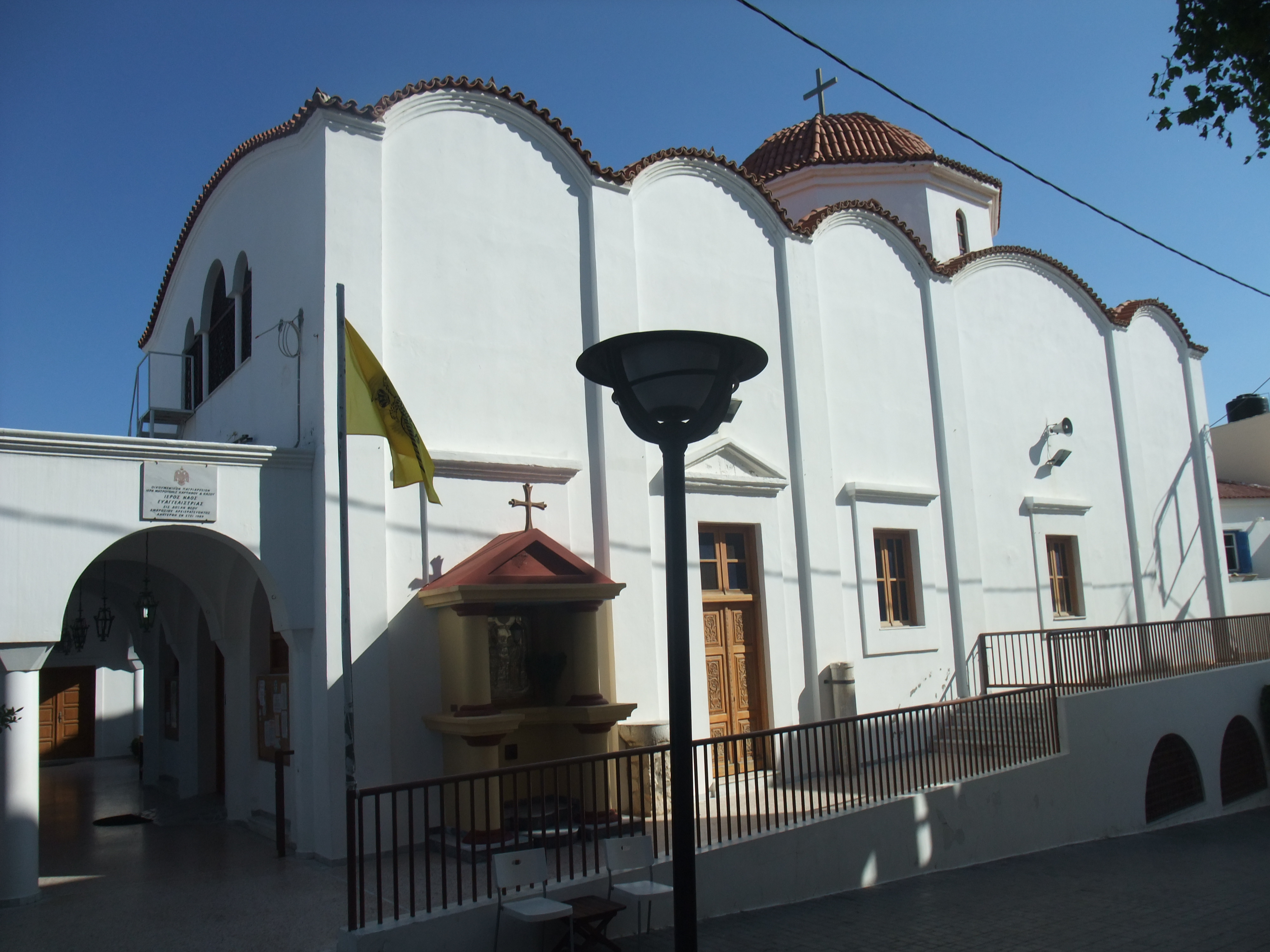
Evangelísta Kirche
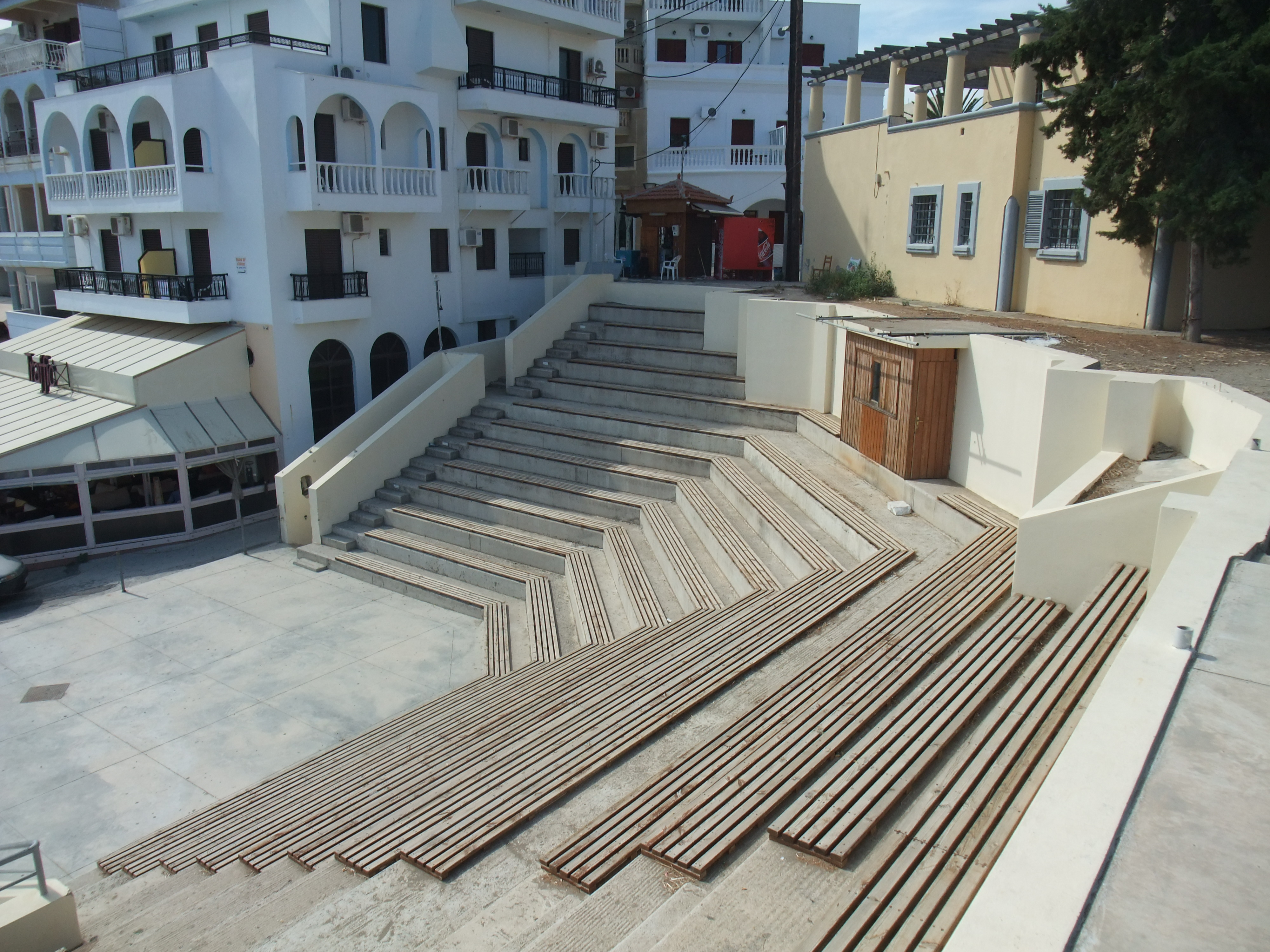
Freilichttribühne
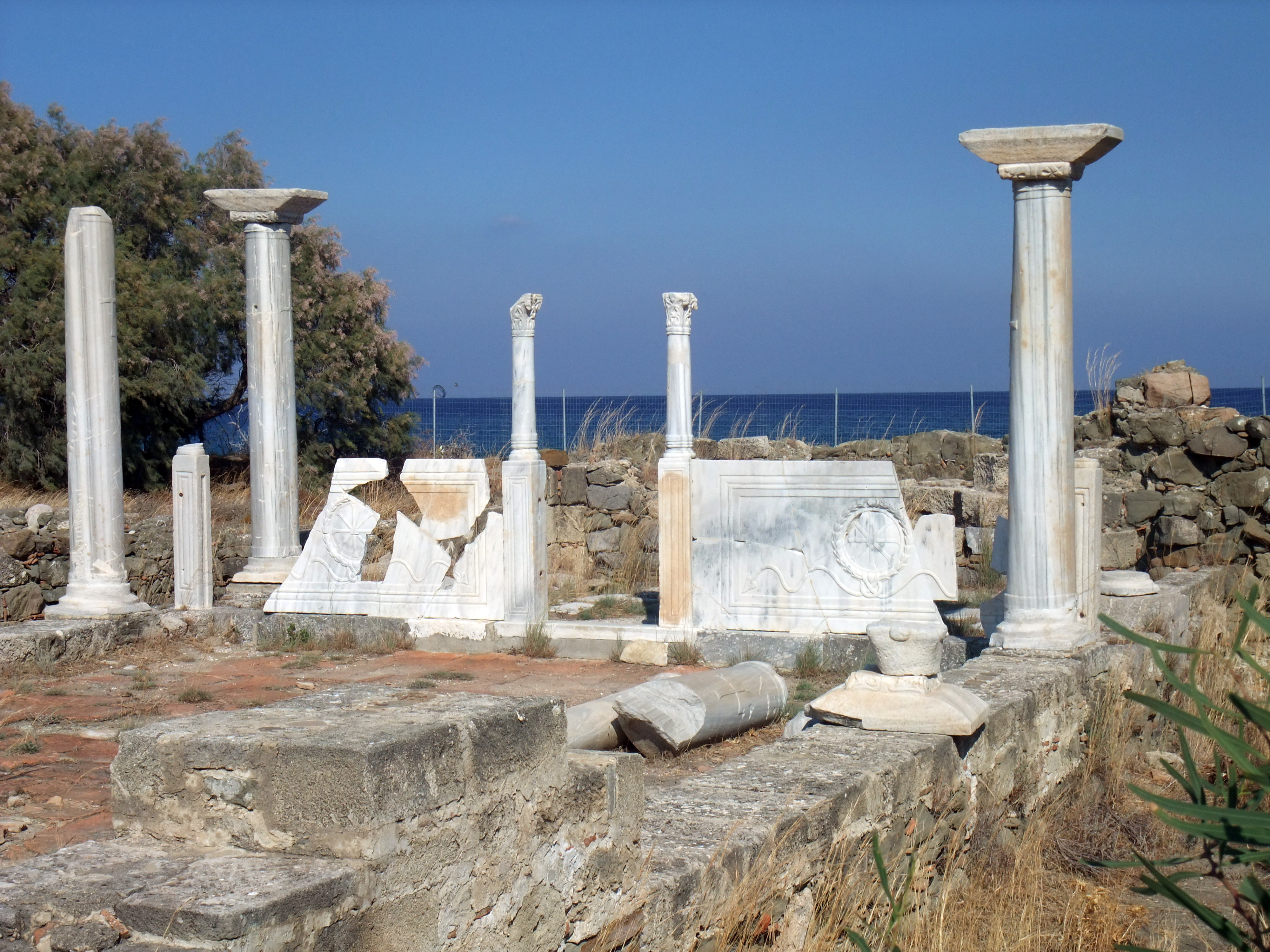
Ruinen der Basilika Agia Fotini